# Jamesonia auriculata
Jamesonia auriculata là một loài thực vật có mạch trong họ Adiantaceae. Loài này được A.F. Tryon miêu tả khoa học đầu tiên năm 1962.